# 葉山美空
葉山 美空（はやま みく、1994年10月6日 - ）は、日本のAV女優。ファイブプロモーション所属。

## 略歴・人物
神奈川県出身。2015年1月、SODクリエイトのレーベル「Sキュービック」（所属チーム:TEAM O3（チームオゾン））からAVデビュー。
2016年6月、所属していたマークスグループの解散及び再編によりLINX所属となる。
2017年3月17日、「柊木なな（ひいらぎ なな）」として新たに開設したブログで改名したことを報告。クローネ所属となり、間もなくツイッターも新たに開始した。しかし、5月にはクローネのホームページからプロフィールが削除され、ツイッターも削除された。

## 出演作品

### アダルトDVD
2015年
- AV Debut S級美少女が3人同時にAVデビュー（1月8日、SODクリエイト）共演:中居はすみ、早川瑞希
- 夢の近親相姦♥ 親父の再婚相手に娘が三人!突然出来た姉貴達のパンチラ誘惑に僕も親父も我慢ができまっしぇん!!（2月5日、SODクリエイト）共演:中居はすみ、早川瑞希
- S3 中出しキャンプ ドスケベ全開! 最後の思い出作り 生ハメ中出し大乱交!!（3月5日、SODクリエイト）共演:中居はすみ、早川瑞希
- 水泳部の男子部員は、俺ひとりだけ。 水泳部の天使6人と、夢の放課後ハーレム性活♥（4月22日、プレステージ）共演:なごみ、星空もあ、武藤つぐみ、夕樹あさひ、松浦ゆきな
- 池袋で働くロリ社長（5月13日、ゼットン）
- 若妻ザーメン中出し個人撮影 巨乳Fカップ 葉山美空(仮名・20才)（5月13日、HERO）
- 転校したら男は僕一人ぼっちだった… 9（5月21日、AKNR）共演:なつめ愛莉、高山えみり、若月まりあ、彩城ゆりな、里咲しおり、浅倉愛、山本美和子、かのんこゆる、星野ひびき、夏海花凛、吉川いと、春海紗奈、松浦ゆきな、久留美なな、あゆみ翼、御舟みこと、みずのみう、川原里奈、月野こころ、愛原れの、杏咲望、原波瑠
- 軟禁ヤリ漬け部屋（5月21日、グローリークエスト）
- 羞恥 －新入生－ 発育健康診断 2015春（5月21日、サディスティックヴィレッジ）共演:舞阪仁美、星空もあ、白咲碧 ほか
- 田舎のお嬢様学校の女子校生をさらってレイプ、射精直前に「お前より可愛い娘を今すぐ電話で呼ばないと中出しするぞ」と脅して友達を連れてこさせてその娘もレイプ、そして結局全員にナマ中出し! 3（5月21日、サディスティックヴィレッジ）他出演:早乙女ゆい、星空もあ、舞阪仁美、白咲碧
- 妻を寝取らせて… ボクの叔父に嫁を寝取らせた話（6月5日、光夜蝶）
- ぷっくり膨らんだ肉厚マ○コのマン筋を無防備に晒す彼女の妹に興奮した僕は…（6月10日、DOC）他出演:雪谷ちなみ、早川瑞希
- 強制的じゃないセルフイラマチオ 04 〜ディープスロートがデフォルトの女たち〜（6月19日、SEX Agent）他出演:千乃あずみ、保坂えり、宮部涼花、希咲あや、大橋優子、三橋杏奈、竹内真琴、黒瀬萌衣
- 合成化学繊維からのぞく女肉の絶景コントラスト 「パンスト破りからの生ケツ尻コキ」（6月19日、SEX Agent）他出演:北川エリカ、蓮実クレア、希咲あや、保坂えり、大橋優子、三浦春佳、黒瀬萌衣
- 子作りしてくれない夫に向けて… 結婚2年目、20歳のガチ若妻が他の男と寝取られ中出し（6月25日、本中）
- 負けず嫌いのJKスパイ くすぐり監禁（7月1日、ロリ専科）
- 溺愛 18才の私生活 M 「おじさんと強制わいせつ」（7月1日、FAプロ）
- モニタリング男湯ハプニング 奥さんが見知らぬ男に人生初のアナル洗い 10分間洗ってこれたら賞金100万円 全員ウブな美人妻限定スペシャル（7月9日、アイエナジー）他出演:高瀬杏、松下美雪、夕城芹、工藤美紗
- 失業中の冴えない僕の激しいベロチューに腰を抜かした隣の若妻 噂を聞きつけたママ友が押しかけてきて私たちにもして頂戴と迫ってきて組んずほぐれつ酒池肉林（7月9日、ヒビノ）共演:水希杏、高梨あゆみ
- 夫は知らない性の悩み 「女同士だから話せる素人妻の本音」 性技指導AV女優:小早川怜子 そして人生初の輪姦 えりこさん23歳（7月9日、コスモス映像）※「えりこ」名義　共演:小早川怜子
- 僕の妹 S級素人出演出来ますか? ●の兄が投稿18歳アイドルを夢見る激カワ妹AVデビュー!!（7月10日、S級素人）※「みく」名義
- 部活帰りのJKナンパ! 青春の香り嗅がせて下さい（7月10日、DOC）他出演:若月まりあ、西口あられ、木島亜希、神原あいる、桐谷愛莉、雪谷ちなみ、明神まりな、木下麻季
- 犯りたいオンナと駆けこみオヤジ 01（7月10日、ホイップ）
- 超ガン見フェラ 3 〜見つめ合いながらお口でされる搾汁(さくじゅう)行為〜（7月17日、SEX Agent）他出演:北川エリカ、千乃あずみ、保坂えり、西条沙羅、翼みさき、黒瀬萌衣、三浦春佳
- 夢の宅飲み乱交生活 田舎から離れ夢の一人暮らし大学生活!しかも同じ新入生の女子と家で飲むことに! 今までは部屋に女の子を入れたこともなかったのに、ありがとうイケメンの友人!と思っていたら、なんだか高校時代と変わらず全然女の子と話せず4人の中でもボッチ…。 話に入れず寝ていたら、深夜に友人がコッソリ女の子とHしようとしている!それに気付いた僕が覗いていると、残された女子も覗いて来た!生々しいセックスを見ていると、ムラムラして我慢出来ないし、覗いていた女子もソノ気に!?ついに結ばれる日が来たと思いきや、覗きが見つかり、ボクを除いて３Pするかと思ったら僕も誘われてまさかの乱交タイム!?　夢なら覚めないでくれ…!（7月23日、Hunter）共演:黒瀬萌衣　他出演:事原みゆ、上原亜衣、青葉優香、杏咲望 ほか
- 出張先の温泉旅館でまさかの相部屋!まさかの混浴!!そして、まさかの発情!!! 出張で訪れた温泉旅館の手違いで女性社員とまさかの相部屋!!しかも温泉は混浴のみ!!予期せぬハプニングの連続で不意に目撃した女性社員のカラダが思わぬ巨乳で堪らずフル勃起!（7月23日、アパッチ）他出演:伊藤りな、工藤美紗、高瀬杏、高嶋ゆいか
- 若妻奴隷 夫の知らないわたし（7月24日、宇宙企画）
- 上司の家でイチャつきだした部下夫婦 けしからんので巨乳奥さんを寝取って中出し（7月25日、かぐや姫）他出演:香山美桜、水希杏
- あっそうだ! 葉山美空でオナニーしよう♥（8月1日、ロリ専科）
- 猛暑のある日、家のエアコンが壊れサウナ状態!! 暑さに耐えきれずムレムレなスカートの奥のパンツに扇風機を当てて気持ちよさそうにしている制服姿を見ていたら… 3（8月1日、DOC）他出演:紗藤まゆ、木下麻季
- 本気（マジ）口説き 人妻編 16 ナンパ▸連れ込み▸SEX盗撮▸無断で投稿（8月1日、MAGIC）他出演:風音舞香
- 仲良し三姉妹は新しいお父さんのチ○ポが大好き♥（8月7日、TOMAHAWK）共演:白咲まりあ、夢咲りぼん
- 見た目はすごく真面目そうなのに…勃起チ○ポに発情しちゃったエステティシャンが股間を激しく擦り付けてきた!（8月7日、OFFICE K'S）他出演:桜ちなみ、さとう愛理
- 素人娘の脱ぎたてパンティを嗅ぎながら、センズリ見せつけました!（8月7日、虎堂）他出演:宇野ゆかり、横田まゆ、青木真奈美、若月まりあ、浅見せり、桜ちなみ
- 素人娘 自前の浴衣を着てディルドオナニー初体験（8月7日、虎堂）他出演:浅見せり、若月まりあ、桜ちなみ、紺野まこ、さとう愛理、仁奈るあ
- 極悪ヒーロー ヒロイン凌辱 宇宙捜査官タリスマンVS宇宙くノ一エージェントレイカー（8月14日、GIGA）
- 女上司にHの練習だからとお願いしまくって社内で素股してたら「あっ!生で入っちゃった!」 気持ち良いからそのまま中出し（8月15日、ピーターズ）他出演:浅倉愛、杏咲望
- SEXを妄想しながら淫語オナニー 2（8月21日、虎堂）他出演:さとう愛理、紺野まこ、宇野ゆかり、若月まりあ、仁奈るあ、桜ちなみ
- 素人娘、はじめての素股体験!（8月21日、虎堂）他出演:さとう愛理、桜ちなみ、仁奈るあ、青木真奈美、浅見せり、宇野ゆかり、横田まゆ
- 素人娘の野外露出フェラ（8月28日、S級素人）他出演:宇野ゆかり、仁奈るあ、横田まゆ、若月まりあ、浅見せり、さとう愛理、青木真奈美、桜ちなみ
- モン娘サキュバス 〜夢魔たちの晩餐〜（8月28日、Eドラ!）共演:ERIKA
- 女子校生文化祭模擬店 ちら見せオナサポ喫茶SP（9月1日、アロマ企画）※AV OPEN 2015 エントリー作品　共演:桜木優希音、杏咲望、初美沙希、あやね遥菜、大槻ひびき、川越ゆい、さとう愛理
- 個人撮影 近所の女の子にいたずら 2（9月1日、ロリ専科）※「みく」名義　他出演:えみり
- デリヘル呼んだら姉が来た! 結果、お店に内緒で中出し本番セックスする事になる（9月1日、sister）他出演:仁美まどか
- 撮影現場のカメラの前でおしっこをするAV女優（9月3日、グローリークエスト）他出演:折原ほのか、穂高ゆうき、宮地さくら、上原花恋、司ミコト、初美沙希、西川りおん、南菜々、木下寧々、立花まおみ、鈴原エミリ、佐野玲華、西条沙羅、愛原さえ、小川奈緒、事原みゆ、内村りな、小口田桂子、谷原希美、保坂えり、香山美桜、宮部涼花、白井まい、碧しの、安野由美、千乃あずみ、羽月希
- 女子校生の金玉舐め手コキ（9月4日、OFFICE K'S）他出演:大森玲菜、七緒ゆづき、白石みお、若菜みなみ、金井みお
- 女子校生のエロ尻フェラ（9月4日、OFFICE K'S）他出演:若菜みなみ、白石みお、葉月美音、金井みお、真琴あず
- 日常和装 キモノ若妻と着衣性交（9月4日、ワープエンタテインメント）
- THE LESBIAN WORLD レズビアンがあたりまえの世界 〜地球上には女だけ!子孫繁栄が望めなくなった女が性欲解消の為にレズSEXにドハマりしていく!〜（9月7日、ビビアン）共演:水原さな、星空もあ、西条沙羅、HIKARI、音無かおり、羽月希
- 友達の家に遊びに行ったら6人のお姉ちゃん達のミニスカパンチラが一杯!僕の思春期ビン勃ちチ○コは大歓迎されてキ○タマ空ッポになるまでもて遊ばれました。（9月10日、SWITCH）共演:橘ひなた、篠田ゆう、竹内真琴、あゆみ翼、涼川絢音
- 妄想アイテム究極進化シリーズ　超能力悪戯ハイスクール パート2 〜超能力が使えたら実際にやってみたいエロ悪戯に特化!女子の恥ずかしい姿でヌキまくれ!!〜（9月10日、ROCKET）他出演:香山美桜、桜木優希音、北川千尋、田原なな実、涼南佳奈
- 串刺しピストン! エロ尻ディルドオナニー 6（9月18日、OFFICE K'S）他出演:七緒ゆづき、篠田ゆう、若月まりあ、辻井ゆう
- 竿・金玉・アナルの究極3点同時責め! 下半身3点責め! Vol.5（9月18日、OFFICE K'S）共演:金井みお　他出演:春日野結衣、早瀬ありす、浜崎真緒、真琴あず、若月まりあ、白石みお、若菜みなみ、葉月美音
- 女子校生の美尻ディルドオナニー（9月18日、虎堂）他出演:金井みお、真琴あず、若月まりあ、浜崎真緒
- 素人娘の公開放尿 2（9月18日、虎堂）他出演:紺野まこ、若月まりあ、仁奈るあ、桜ちなみ、浅見せり、さとう愛理、宇野ゆかり、横田まゆ、青木真奈美、美泉咲、桂希ゆに、花咲かんな、小春、水城奈緒、北川エリカ、江上しほ、八束みこと ほか
- 素人娘の裏アルバイト! 出会った瞬間、知らない男の体を洗ってください!（9月18日、虎堂）他出演:白石みお、金井みお、若菜みなみ、星まりあ、真琴あず、早瀬ありす、夕樹あさひ
- 家庭教師に受験勉強中の性処理を頼んだら「絶対に動いちゃダメだよ…」という約束でどんな体位でも自分で腰を振って勝手に絶頂に達しながら抜いてくれた（9月24日、ナチュラルハイ）他出演:あいかわ優衣、香山美桜
- 「もう目が離せない! フニャチンから勃起するまでの一部始終を見てしまった美淑女に言葉はいらない! DANDY9周年SPECIAL」（9月24日、DANDY）他出演:栞菜まなみ、みなみ愛星、谷原ゆき、杏堂怜 ほか
- 女子に囲まれて男は僕ひとり!?の王様ゲーム 7 放課後の教室で女子だけでやっている王様ゲームに遭遇。偶然その場を見てしまった僕は拒否権無しの強制参加!普段からクラスの女子にはひどい扱いを受けているので、ビビリながらもメンバーに加わったら予想外のオイシイ展開に…。 ［王様の命令は絶対!］このルールのおかげで僕は放課後のエロ大王になれた!（9月24日、Hunter）他出演:武藤つぐみ、前田さおり、なつめ愛莉、浜崎真緒、彩城ゆりな、みなみ愛星 ほか
- 処女喪失 美少女アイドル研究生中出し枕営業 みく 「私、夢の為ならなんでも出来ます…」（9月25日、宇宙企画）※「みく」名義
- 素人男性さんに都内某所AVメーカーのヤリ部屋お貸しします!!貴方の可愛い知り合いのSEX撮影出来たら…性交(?)報酬10万円!! Vol.2（9月25日、SCOOP）他出演:早川瑞希、木下麻季、あやね遥菜、楓ゆうか、北川怜 ほか
- 大学生限定! リアルに男女の友情は成立するか? in素人エロライブチャット! 最大視聴人数×1万円のバイト感覚で大炎上チャットにあおられHな流れに… 肉体関係のなかった異性の友達同士はお互いの発情を意識したとたん勃起したチ○ポをぐちょ濡れマ○コに挿入シテしまうのか?（9月25日、SCOOP）他出演:さちのうた、双葉ゆきな ほか
- 女レイプハンター ジューディアス 〜抜け落ちた感情〜（9月25日、GIGA）
- 人妻が集まるヨガ教室 生徒に手を出すエロガキ息子のせいで潰れました（9月25日、かぐや姫）共演:香山美桜、水希杏
- ゴルフ場キャディ中出し野外強姦（9月25日、青空ソフト）他出演:菅野さゆき
- はつ恋みたいなSEX（10月1日、S-Cute）他出演:涼川絢音、桜木優希音、成海うるみ、臼井あいみ
- いいなり七日間 ロリータヘブン 家出美少女と一週間、廃車両で中出し性活（10月7日、桃太郎映像出版）共演:早乙女ゆい
- 性欲処理専門 セックス外来医院 10 真正中出し科 看護師6名に膣内射精スペシャル（10月8日、SODクリエイト）共演:陽木かれん、竹内このあ、水城奈緒、荻野舞、しおのちさ
- 引きこもりの僕の部屋がまさかのパンチラ&胸チラ天国! TVゲームをしていると、なにやらうるさい妹と友達が部屋にやって来て、一緒にゲームをしたがる。僕からコントローラーを奪い超ウザいんだけど、でもよく見るとゲームに熱中しているせいか胸チラパンチラしていても気づいていない。そんな姿を見てしまったら勃起してしまい…。（10月8日、Hunter）他出演:乙葉ななせ、名波ルナ、夏野ひまり、なつめ愛莉、双葉ゆきな
- 素人セーラー服生中出し(改) 123（10月15日、プラム）※「あまね」名義
- 小悪魔JK 大胆パンチラコレクション 8（10月25日、アロマ企画）他出演:川村まや、広瀬りりあ、紗藤まゆ、木下寧々、竹内真琴
- 女子校の先生になれるビデオ（11月1日、MOODYZ）共演:土屋慧、夏海花凛、吉川いと、聖菜アリサ、涼南佳奈 ほか
- スチュワーデス研修会まるごと全員と中出し乱交（11月1日、ZUKKON/BAKKON）共演:初美沙希、星野ひびき、水原さな、聖菜アリサ、武藤あやか、土屋慧、吉川いと、美泉咲、羽月希 ほか
- 幼馴染とHごっこで素股状態!でヌルヌル"ズボ" 2 小中そして高校生になった今も女の子に全くモテないボクとは対照的に幼馴染はクラスでマドンナ的存在に!!学校では奥手で真面目ぶっているが実は超スケベでHな事に興味津々!!興味あるくせにビビリなもんだから「Hごっこしよう!」と言ってボクでHな事を色々試そうとするんです!ある日、Hごっこだった遊びがエスカレートして素股状態に!!幼馴染の腰の動きが止まらなくなり僕も気持ちよくなり腰を動かしていたら「ダメ、ダメ、それ以上動いたら入っちゃうそれじゃSEXになっちゃう」と息を荒くして…（11月12日、Hunter）共演:前田さおり　他出演:あいか莉乃、夏芽ひなた、なごみ、みなみ愛星
- Face to Face 6th season（11月12日、SILK LABO）他出演:福咲れん、紺野ひかる
- エロ美少女に騎乗(の)られちゃった僕。 III（11月13日、アロマ企画）他出演:初美沙希、木下寧々、立花まおみ、浅倉愛
- 見られたいけどバレたくないのHで可愛い女子校生 ぐちょぐちょオマ●コ濡れまくりプチ露出オナニー（11月15日、プリモ）他出演:さちのうた、小川みちる、夢咲りぼん、陽木かれん ほか
- ゆきねとみくの挑発チラリズム …姉妹が小悪魔すぎて困るんです…（11月25日、アロマ企画）共演:桜木優希音
- びしょ濡れ! 突然の雨でスケスケになった美女を襲っちゃった俺 2（11月26日、アイエナジー）※「はるか」名義　他出演:みさき、かれん、ありさ、かな
- セックスレスの妻が禁断の媚薬治験アルバイト 〜薬漬けにされた性廃人になった美人妻〜（11月26日、ROCKET）主演:初美沙希　他出演:玉城マイ
- 「お兄ちゃんて呼んでもいいですか?」 妻の妹がこっそり僕を誘惑…寝取り女子校生（12月11日、V&R PRODUCE）
- Girl Talk 056 新感覚★★★ 素人ビア〜ン生撮り 「フリーター」葉山美空が年上の同僚を愛するとき…（12月15日、プラム）共演:京野美麗
- 地味でガリ勉の娘に、受験前に焦って勉強を教わりに来た派手な同級生。まだJKだというのに、なんともソソルけしからん服装。しかし…チラチラ見える谷間やパンティについつい目が行ってしまうダメな父親の私に気付き、なんと娘の目を盗んでは誘惑してきた!!（12月24日、SOSORU×GARCON）他出演:綾瀬ことり、白桃心奈
- 【激カワ】「濡れやすいの…凄く…」 男の勃起に興奮して、即セックスに応じるスケベ巨乳オンナたち。 4時間 Vol.03（12月25日、ビッグモーカル）他出演:菅野さゆき、井上瞳、平沢なつ、風音舞香、水咲仁美

2016年
- 人間廃業×黒人（1月8日、アリスJAPAN）共演：裕木まゆ
- 新感覚★★★ 素人ビア～ン生撮り 057 「女子大生」葉山美空が幼なじみを愛するとき…（1月15日、素人only プラム）共演：岡本希
- ボディコンが当たり前の家政婦の世界 露出度の極めて高いボディコン姿でも他人の目を気にせず、知らないうちに依頼者を勃起させてしまうエロすぎる家政婦。（1月21日、アパッチ）他出演：江上しほ、工藤美紗、川奈まい
- 退屈なだけの入院生活。そんな中、キレイな看護師さんにソソられ、恥じらう顔見たさに勃起チ○ポを見せつけたはずなのに…恥じらうどころか僕のチ○ポをオモチャにして楽しむSっ気痴女に変貌！さらに何度も寸止めした後、自ら挿入してくる欲求不満の看護師さんだった!!（1月21日、SOSORU×GARCON）他出演：杉崎絵里奈、芦名ユリア
- 妄想ストーカー 小悪魔JKパンチラ（2月10日、アロマ企画）他出演：桜木優希音 ※Blu-ray版もアリ
- 自画撮りオマ●コ指オナニー 5（3月3日、グローリークエスト）他出演：上原亜衣、桜井あゆ、紺野ひかる、木下寧々、黒瀬萌衣、さとうみつ 他
- 新・腰ふり騎乗位 3  咥え込んだら離さない女たち（3月25日、アロマ企画）他出演：ましろあい、槇原愛菜、水城りの、橘まゆき、椿かなめ
- キミだけに語りかけ！ロリ！JK！アニコス！18人！オマ●コぴちゃぴちゃ指入れ自画撮りオナニー4時間SP vol.14（4月1日、GLAY'z）他出演：涼宮琴音、涼川絢音、愛須心亜、早乙女ゆい、中谷美結、夏海いく、芹沢つむぎ、小西まりえ、通野未帆、永瀬あき、芦名ユリア
- こんな娘いいな！オジさん胸きゅん生ハメ中出しSEX（4月1日、h.m.p）
- 憧れと嫉妬と愛情と… 純愛と偏愛が絡み合う義理姉妹レズビアン（4月8日、V&R PRODUCE）共演：宇野ゆかり
- AJOI 究極の完全主観オナニーサポートDVD 6（4月13日、アロマ企画）他出演：椿かなめ、聖菜アリサ、槇原愛菜、玉城マイ
- 直下型＆M字パンチラ挑発 誘惑お姉さん編 3（4月13日、アロマ企画）他出演：椿かなめ、美泉咲、なつめ愛莉、玉城マイ、藤本紫媛、水城りの
- 未公開！24人の人気女優の主観淫語フェラ 4時間（4月22日、TMA）他出演：なつめ愛莉、あいる、有村千佳、神波多一花、佳苗るか、高橋みく、武藤つむぎ 他
- 全裸角オナニー 6（4月25日、アロマ企画）他出演：小泉まり、桜木優希音、西島みづき、加納綾子、玉城マイ、美泉咲
- ペニバンレズ教師（5月6日、クリスタル映像）共演：蓮実クレア、白石みお、聖菜アリサ
- JK文化祭模擬店・ちら見せオナサポ喫茶 VII（5月13日、アロマ企画）共演：瀬奈まお、跡美しゅり、逢月はるな、あさひ奈々、白石みお、唯川千尋、宇野ゆかり
- むちむち黒ストッキング×腿コキ（5月25日、アロマ企画）他出演：なごみ、桜木優希音、川美優香、Maika、新山沙弥
- 真面目でカワイイ新入女子社員と二人っきりの残業中「コレはもしかしたらエッチな展開になってしまうかも！」…などと期待する余裕も無いくらい仕事に追われヘトヘトの僕。ふと気がつくといつの間にか居眠りしてしまっていたみたいだ…（5月26日、SOSORU×GARCON）他出演：白石みお、武藤つぐみ
- センズリ用 美少女がエロポーズでま○こと尻穴を惜しみ無く広げ見せつけ挑発してくるDVD Part7（6月13日、アロマ企画）他出演：宮崎あや、逢月はるな、桜木優希音、橘まゆき
- 大胆パンチラ番外編 スカートの中に潜り込みたい！ 超接近型挑発P 3（6月25日、アロマ企画）他出演：星空もあ、高山えみり、水城りの、川美優香、桃瀬ゆり
- 洗脳学園 ―四カ年計画―（7月13日、催眠研究所別館）
- ぶっとい黒人チ●ポがあまりに相性良すぎて泣きながらイキ狂う（7月25日、シャーク）
- 女子校のクラス全員と一人ずつ濃密性交した僕。（8月1日、ムーディーズ）共演：荻野舞、音羽あみ、芹沢ゆず、高山玲奈、真島かおる、水城りの、竹内真琴、鳥井真央、百瀬ひまり、唯川千尋、雛森みこ
- トイレに入ったらペーパーがない！！尻丸出しで出てきた清楚妻の見事な美尻に隣人が我慢できずに即ハメ！旦那とご無沙汰過ぎて腰が砕けるほど激しいピストンでイキまくり！（8月12日、V&R PRODUCE）他出演：蓮実クレア、加納綾子、美泉咲
- ヘンリ―塚本原作 未亡人レズ女子独身寮（8月13日、FAプロ）他出演：美泉咲、小池絵美子、江波りゅう
- 敏感AV女優☆イキ我慢選手権！イクと素人チ○ポ生中出し地獄！（9月1日、ワンズファクトリー）他出演：水城りの、三浦えりか、みおり舞、荻野舞、西内るな、柴崎ひかる、芹沢ゆず
- 突然パンチラで挑発されてこっそりシゴいちゃった僕。 Next Stage（9月1日、アロマ企画）他出演：大槻ひびき、涼川絢音、今宮なな、しほのちさ
- 北区美少女ヌードモデル果てしなき自宅監禁事案 (仮)（9月7日、桃太郎映像出版）他出演：あゆみ翼、永山みずほ、久我かのん、橘なお、美泉咲
- エロマンガ読書中の妹のパンチラ見えたら股間にはじっとり愛液が…面白半分でチ○コ見せつけたら興奮しだして相互オナニー開始！盛り上がり過ぎてマンガで覚えた体位と淫語で中出しまでさせられた！（9月9日、V&R PRODUCE）他出演：あゆな虹恋、阿部乃みく、美泉咲
- AJOI 究極の完全主観オナニーサポートDVD 8（9月13日、アロマ企画）他出演：春原未来、成宮いろは、今宮なな、絢森いちか、大槻ひびき
- 最新デジカメを買ったので、折角だからソソるギャル系モデルを雇ってファッション系のカッコイイ写真でも撮ろうと思ったら、ギャルモデルがなんと「脱いでも良いよ」とアピール！（9月22日、SOSORU×GARCON）他出演：愛咲えな、月本愛
- 日本最大の繁華街にある「老舗おっぱいパブ」では新人嬢がベテラン嬢から客を奪うために内緒でセックスさせてくれる。しかも生で。6（9月22日、Mr.michiru）他出演：青葉優香、あやね遥菜、水城りの
- コスプレ女子の見せつけ自己陶酔オナニー（9月25日、アロマ企画）他出演：涼川絢音、埴生みこ、八ッ橋さい子、あず希、姫川ゆうな
- 妹夜這い 種付け近親相姦 お兄ちゃんの精子で孕んでくれ！ 2（10月20日、Mr.michiru）他出演：水城りの、里見まゆ、月本愛
- めちゃくちゃに犯したい9つのお尻（10月25日、かぐや姫）他出演：紺野ひかる、初美沙希、夏海花凛、波多野結衣、水希杏、香山美桜、宮森菜月、大槻ひびき
- 不倫率77％！アナタの奥さんは大丈夫ですか？（11月25日、かぐや姫）他出演：水野朝陽、星崎アンリ、堀内秋美、香山美桜、宮森菜月、大槻ひびき、波多野結衣、水希杏
- 葉山美空 4時間（12月1日、GLAY'z）※単体ベスト
- AV女優 裸コレクション 第三弾（12月9日、V&R PRODUCE）他出演：水野朝陽、二階堂ゆり、浜崎真緒、吹石れな、大槻ひびき、村上涼子 ほか
- MASOTRONIX 06（12月16日、MAD）他出演：羽月希

2017年
- もう死んだってかまわない！超ラッキーの連続で巻き起こるスケベ過ぎる一日！鼻血が止まらないくらいの夢のエロハプニング続出！8（1月7日、ゴールデンタイム）他出演：大場ゆい、広瀬うみ、碧しの、白桃心奈、篠宮ゆり、宮前桜 ほか
- いいなり性処理。ペット（1月31日、DICKY）
- 絶望エロス SM的恋愛パラドックス 誘惑と裏切りのねじれた愛情（2月13日、絶望エロス/妄想族）
- おっぱいのGスポット「スペンス乳腺」をマッサージで責められ白目を剥いてアヘ顔で狂いイク巨乳女たち（3月3日、OFFICE K’S）他出演：すなお恵、彩奈リナ
- パンスト固定バイブアクメ（3月3日、OFFICE K’S）他出演：二宮和香、彩奈リナ、加納綾子
- 完全主観バイノーラル淫語 貴方を見つめながら射精管理（3月17日、OFFICE K’S）共演：水城りの、他出演：麻里梨夏、あず希、涼宮琴音、若月まりあ、二宮和香、彩奈リナ
- JKダブル口ま●こフェラ 2（3月17日、OFFICE K’S）共演：水城りの、他出演：窪塚みいな、紺野香織、涼宮琴音、若月まりあ、あず希、麻里梨夏
- ムレムレブルマ合宿 2（4月6日、グローリークエスト）共演：月本愛、玉木くるみ
- ヴァーチャルべろチュウ Lesbian Kiss（5月1日、ゑびすさん/妄想族）他出演：春日部このは、久我かのん、北村玲奈、日高結愛、篠岬ことみ
- feti072監督のヌケるレズビアン映像 03 みく＆れいな（5月1日、ゑびすさん/妄想族）共演：北村玲奈
- 機械姦暴行（5月7日、シネマジック）他出演：香純あいか、相澤ゆりな、白桃心奈、真田美樹 ほか
- エッチなJKがカウンセラーのED治療院（6月23日、REAL/KMP）他出演：相澤ゆりな、月本愛、盛岡れみ
- 執拗乳首お仕置ルーム 職権乱用！無実の罪に泣き出す女共（6月23日、REAL/KMP）他出演：吉田花、花咲いあん、初芽里奈
- レズビアンに堕ちた女 8時間（8月4日、クリスタル映像）共演：蓮実クレア、他出演：あず希、跡美しゅり、宮崎あや、涼海みさ、星川麻紀、宮部涼花、小澤ゆうき 他
- ふとももユートピア 2（8月13日、アロマ企画）共演：桜咲姫莉、他出演：心花ゆら、咲坂花恋 、七海ゆあ、横山みれい、葉月もえ、結菜はるか
- 頼まれるとイヤと言えないおマゾな童顔美少女9人 知らないおじさんに容赦なく手篭めにされる乙女たち（9月7日、桃太郎映像出版）他出演：茜梨乃、桐谷みゆ、宮野瞳、永山みずほ、早乙女ゆい、成宮ルリ、あゆみ翼、久我かのん
- カメラ小僧御用達 地下アイドル コスプレマニア撮影会（9月13日、アロマ企画）他出演：山川ゆな、北川ゆず、月本愛、七海ゆあ、星空もあ
- めっちゃカワ従順メイド中出し 時々オナニー4時間（10月1日、GLAY'z）他出演：月本愛、星咲伶美、天野美優、美咲かんな、あおいれな、紺野ひかる
- 電気拷問収容所（10月19日、シネマジック）他出演：花咲いあん、吉田花、鳴海小春、安達メイ、盛岡れみ、西口あられ 他
- 実話再現NTRドラマ 結婚式当日ネトラレ 結婚する私、偶然にも式場の黒服マネージャーがかつての元カレだった…（10月19日、熟女はつらいよ）
- 黒髪Fカップ清純派美少女 オトコ遊びは黒人チ●ポと！（10月25日、BLACK＆BLACK）
- ニーソックスを履いた競泳水着のお姉さんに太もも責めされる男（10月27日、REAL/KMP）他出演：早川瑞希、相澤ゆりな、月本愛、生駒はるな、吉田花
- 乳首吸い比べ選手権（11月10日、REAL/KMP）他出演：月本愛、吉田花、佐野あい、相澤ゆりな、盛岡れみ 他
- パンチラ好きのあなたがフルボッキでシコシコ出来る！美少女達のパンモロ挑発＆センズリサポート 20人240分（12月22日、ケイ・エム・プロデュース）他出演：藤本ゆうり、市川とわ、川越ゆい、白桃心奈、小西架純、佳苗るか 他
- 「私、セックスしたまま死にたいんです」 SEX大好き娘を入れ替わり立ち替わり（黒人含む）ハメ続けたら理性が飛んでアクメ咲き快楽堕ち！ 10人4時間（12月25日、ビッグモーカル）他出演：板野有紀、尾上若葉、上原亜衣、西川ゆい、かすみ果穂 ほか

2018年
- 美少女監禁生中出し ピンクのつぼみに絶え間なく注がれる鬼畜ザーメン（1月7日、桃太郎映像出版）他出演：あゆみ翼、茜梨乃、久我かのん、桐谷みゆ
- 女子生徒のパンチラは白綿ぱんつパラダイス（2月13日、アロマ企画）他出演：あおいれな、宮沢ゆかり、あやね遥菜、水谷あおい、咲坂花恋
- ドアップ！指ち○ぽ誘惑オナニー＆ズッポリ！しゃくりあげ騎乗位（3月23日、ケイ・エム・プロデュース）他出演：真田美穂、阿部乃みく、玉城マイ、ましろあい、原千草、桜井あゆ 他
- 「あっ！ナマで入っちゃった！」オイル素股でマ○コにチ○ポを擦りつけてたら気持ち良すぎてヌルッと生挿入！！中出しSEXまでヤッちゃったデリヘル嬢たち 2（6月21日、グローリークエスト）他出演：佐々木ひな、音羽ななみ、堀 麻美子、橋下まこ
- パンチラ好きのあなたがフルボッキで思わずシコシコしてしまう！パックリ開いてじっくり見せる！挑発パンモロ娘（9月28日、ケイ・エム・プロデュース）他出演：木下寧々、宮下華奈、佐伯瑠衣、宇野ゆかり、白石みお、跡美しゅり 他
- ヘンリー塚本 不純の愛 110分間の抜ける有害図書（10月13日、FAプロ）他出演：水城奈緒、葵千恵、熊谷麻美、風間ゆみ、春原未来、小池絵美子 ほか
- 黒パンスト、それは知性とエロスの融合（11月16日、SEX Agent）他出演：水原さな、神波多一花、内村りな、木島すみれ、黒瀬萌衣、保坂えり、希咲あや、蓮実クレア、北川エリカ
- 根本まで食らいつき搾り出す貪りフェラ（11月16日、SEX Agent）他出演：千乃あずみ、保坂えり、宮部涼花、希咲あや、日比乃さとみ、日高結愛、MIRANO、花咲いあん

### イメージDVD
- 湯けむり美女と混浴で…（2015年12月26日、オルスタックソフト販売）
- シリーズ・湯けむり美女図鑑 其ノ壱（2017年2月25日、オルスタックソフト販売）
- 湯けむり女ふたり旅（2017年12月28日、オルスタックソフト販売）共演：高木愛美

## 出演

### テレビ
- ビ〜チ9（2015年4月、テレビ埼玉） - マンスリーゲスト

### 映画
- 失恋乱交　ツユだく姉妹どんぶり（2016年9月9日、オーピー映画） - サナダタマミ 役[3]